# Holmgang

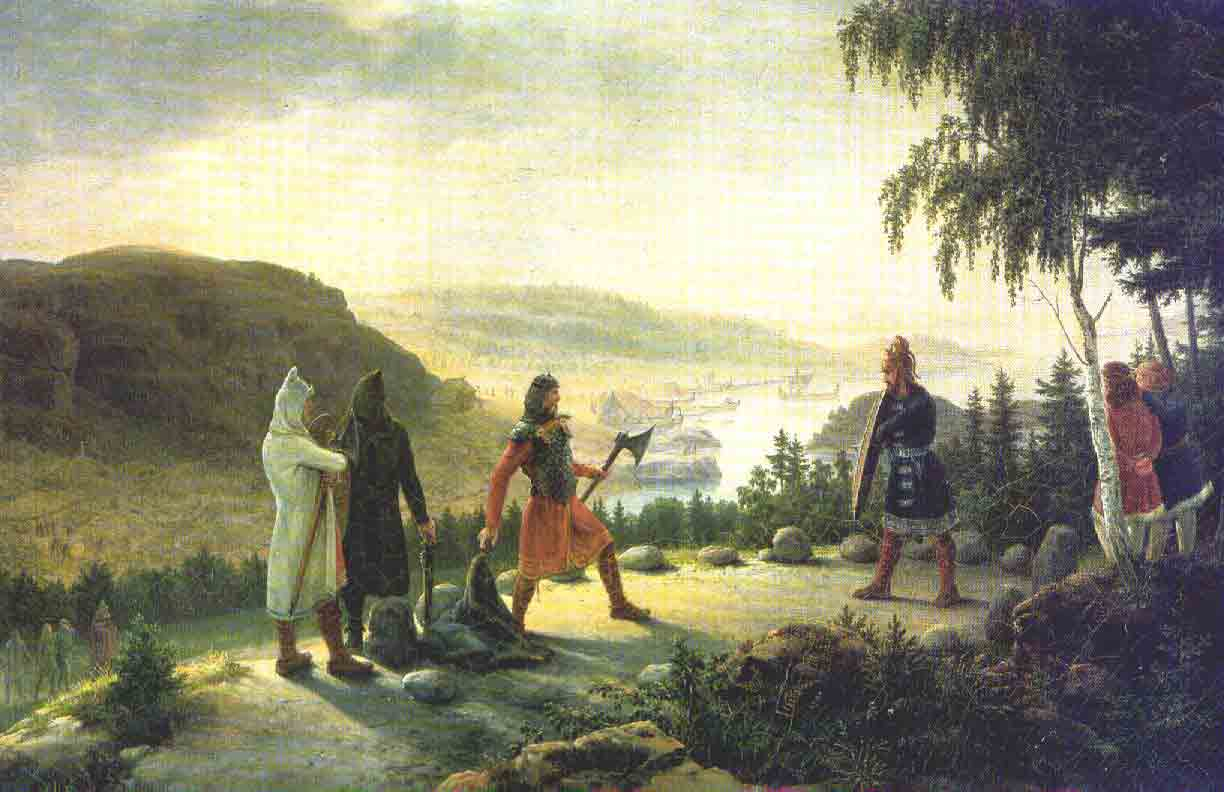
Egill Skallagrímsson ingaggia un holmgang con Berg-Önundr, in un dipinto di Johannes Flintoe

Holmgang (hólmganga in norreno e nel moderno islandese, holmgång in svedese) era un duello  praticato dagli scandinavi nell'Alto Medioevo. Era composto da diverse dispute.
Holmgang può essere tradotto con "andare (o camminare) su una piccola isola" o più semplicemente "camminata su una isola," forse in riferimento ai duelli che si tenevano sopra un piccolo pezzo di pelle o su un mantello collocato per terra. Il nome può anche derivare dal fatto che i combattenti duellavano su una piccola isola o su isolotto, come nella Egils saga.
Almeno in teoria, chiunque fosse stato offeso poteva sfidare l'altro gruppo a un holmgang, indipendentemente dalle differenza di status sociale. Il motivo di questo poteva essere l'onore, la proprietà, una domanda di restituzione di debiti, disaccordi giuridici o l'intenzione di aiutare la moglie o dei parenti o la volontà di vendicare un amico.
Gli holmgang venivano combattuti 3-7 giorni dopo la sfida. Rifiutare la sfida significava diventare un niðingr (disonorato), e poter essere condannato come un fuorilegge. In effetti, se il gruppo sfidante non era capace di ottemperare alla loro richiesta, venivano considerati a loro volta senza onore. A volte un guerriero valoroso poteva combattere volontariamente al posto di un amico che sicuramente sarebbe stato surclassato dall'avversario.

## Gli Holmgang nella storia
La svedese Hednalagen, o Legge pagana, un frammento di un documento del XIII secolo proveniente da Uppland, in Svezia, stipula le condizioni per un holmgang:
Se viene l'insultato e non chi ha parlato, questo dovrà gridare ”Niðingr!” ("disonore") tre volte e fare un marchio sulla terra, e sarà peggio di quello che ha detto poiché ha osato non mantenere (sottinteso la sfida).
Ora, se entrambi si incontrano completamente armati: se l'offeso cade, che il risarcimento sia mezza guidrigildo; se cade chi ha parlato, gli insulti sono peggiori, la sua lingua sia la rovina della sua testa, e che giaccia su un campo senza (che sia pagato) un risarcimento.»
Le regole esatte variano da luogo a luogo e cambiano nel tempo, ma prima di ogni sfida i duellanti si accordavano sulle regole da usare. Il duello veniva combattuto o su un posto precedentemente specificato o su un luogo tradizionalmente usato per questi scopi. Lo sfidante recitava le regole, quelle tradizionali o quelle su cui si erano messi d'accordo, prima del duello. Le regole determinavano le armi permesse, chi poteva colpire per primo, cosa costituiva nella sconfitta e cosa riceveva il vincitore; in Norvegia, il vincitore poteva reclamare tutto quello che il perdente possedeva. Se uno dei due gruppi non si presentava completamente, veniva dichiarato niðingr.
I primi holmgang finirono probabilmente con la morte o con l'inabilità di uno dei due combattenti. Uccidere un rivale non costituiva reato e non si potevano chiedere risarcimenti. Successivamente le regole trasformarono l'holmgang in qualcosa di più simile a un rituale.
Kormáks saga riferisce che un holmgang veniva combattuto su una pelle di bue o su un mantello con i lati di 3 metri di lunghezza. Veniva fissato a terra con dei pali utilizzati solo per questo scopo e collocato in una maniera specifica, oggi sconosciuta. Prima questa area veniva segnata disegnando tre bordi attorno a una pelle quadrata, ciascuna distante un piede dall'altra. Gli angoli venivano messi in evidenza con bastoni di nocciolo. I combattenti dovevano combattere dentro questi tre bordi. Uscire dai bordi comportava la sconfitta (o comunque una penalità), correre via era segno di codardia.
Nella Kormáks saga c'è una allusione a un sacrificio di un toro prima dell'holmgang ma ci sono molti altri riferimenti sul sacrificio che il vincitore compiva dopo la competizione. Ai combattenti era permesso usare un determinato numero di scudi (usualmente tre) poiché i colpi di un contendente potevano rompere uno scudo. Un combattente colpiva per primo e poi l'altro colpiva a sua volta, a turno. Il combattimento finiva normalmente al primo sangue (il primo che veniva ferito perdeva, a differenza del combattimento all'ultimo sangue che si concludeva con la morte di uno dei due sfidanti) e il vincitore riceveva tre marchi d'argento.
Questa narrazione rappresenta una tarda versione islandese dell'holmgang, che aveva lo scopo di evitare inutili perdite di vita e di eccessiva speculazione; a meno che la controversia non era stata causata da una proprietà specifica, il vincitore riceveva, come si è già detto, tre marchi d'argento.
Duellanti professionisti usavano l'holmgang come una forma di rapina legalizzata; potevano reclamare diritti su terre, donne o proprietà a spese del legittimo proprietario. Molte saghe descrivono berserker che abusano dell'holmgang in questa maniera.  A causa di queste pratiche, gli holmgang furono vietati in Islanda nel 1006, a causa del duello tra Gunnlaugr Ormstunga e Hrafn Önundarson, e in Norvegia nel 1014.